# 大山インターチェンジ
大山インターチェンジ（だいせんインターチェンジ）は、鳥取県西伯郡大山町平木にある、山陰自動車道のインターチェンジである。

## 歴史
- 2007年9月29日 : 当IC - 淀江IC間の供用開始により開通。
- 2008年3月29日 : 名和IC - 当IC間の供用開始。

## 道路
- E9 山陰自動車道（14番）

## 接続する道路

### 直接接続
- 鳥取県道158号大山口停車場大山線

### 間接接続
- 鳥取県道171号大山口停車場線（大山口バイパス）
- 国道9号

## 料金所
無料区間のためなし

## 周辺
- 西日本旅客鉄道山陰本線 大山口駅
- ローソン大山インター店
- セブンイレブン大山インター
- 妻木晩田遺跡
- 大山
  - 大山寺
- 日本海

## 隣
E9 山陰自動車道
(13)名和IC - (14)大山IC - (15)淀江IC